# Kleines Wiesental
Kleines Wiesental é um município da Alemanha localizado no distrito de Lörrach, região administrativa de Freiburg, estado de Baden-Württemberg.
O município foi formado em 1 de janeiro de 2009, a partir do agrupamento dos municípios de Bürchau, Elbenschwand, Neuenweg, Raich, Sallneck, Tegernau, Wies e Wieslet.

## Brasões
| Bürchau | Elbenschwand | Neuenweg | Raich | Sallneck | Tegernau | Wies | Wieslet |
| ------- | ------------ | -------- | ----- | -------- | -------- | ---- | ------- |